# Vierzehensalamander
Der Vierzehensalamander (Hemidactylium scutatum) ist ein Schwanzlurch aus der artenreichen Familie der Lungenlosen Salamander (Plethodontidae). Die Tiere werden 7,5 Zentimeter groß, Weibchen erreichen manchmal eine Länge bis neun Zentimeter. Ihre Oberseite ist bräunlich, die Unterseite weiß mit schwarzen Flecken. Alle Füße haben vier Zehen.

## Verbreitung

Verbreitungskarte

Vierzehensalamander leben in den östlichen USA, in den Neuengland-Staaten vom südlichen New Hampshire und Vermont bis nach Virginia, Kentucky, Tennessee und den Norden von Alabama, außerdem in Michigan und Wisconsin. Isolierte Vorkommen gibt es im Süden und Westen des Verbreitungsgebietes, in North- und South Carolina, Georgia, Arkansas und Missouri sowie in Kanada  im südlichen Ontario und auf Nova Scotia. Die Lurche leben versteckt in Wäldern in der Nähe von Torfmoossümpfen, ihren Laichgewässern.

## Vermehrung
Die Balz findet im Spätsommer statt und kann sich bis in den Herbst ziehen. Die Befruchtung erfolgt durch Spermatophoren. Im Frühjahr ziehen die Weibchen zu ihrem Laichgebiet, wo sie ihre Eier in Torfmoose, Graswurzeln und selten in morsches Holz ablegen. Die Eier werden dabei stets in unmittelbarer Nähe zum Wasser abgelegt und später vom Weibchen bewacht. Die Weibchen legen ihre ungefähr 30 Eier einzeln ab. Die Eier haben zwar keine gemeinsame Hülle, jedoch kleben sie sehr gut aneinander. Zuweilen legen mehrere Tiere ihre Eier so nahe beieinander ab, dass man nicht sagen kann welches Tiere welche Eier legte. Solche Sammelgelege werden nur von einem Tier, meistens dem ersten, bewacht.
Die Larven schlüpfen nach 38 bis 60 Tagen und bewegen sich dann sofort zum Wasser. Beim Schlupf sind die Larven ca. 12 mm lang und haben bereits ausgebildete Vorderbeine, die Hinterbeine sind meist noch als Knospen vorhanden. Bei einer Länge von 18 bis 25 mm wandeln sich die Larven nach 6 bis 10 Wochen um. Die Fortpflanzungsfähigkeit ist wohl nach 2,5 Jahren erreicht.